# Neobisium schawalleri
Neobisium schawalleri es una especie de arácnido del orden Pseudoscorpionida de la familia Neobisiidae.

## Distribución geográfica
Se encuentra en Creta (Grecia).